# Николай Монах
Николай Монах е византийски военачалник и духовник и християнски светец.
Според по-късните му жития, той е военачалник на император Никифор I Геник. По време на война срещу българите, явил му се ангел му разкрива, че заради своята праведност ще оцелее в предстояща битка, която ще бъде тежко поражение за императора. След като това се сбъдва, Николай става монах. Паметта му се отбелязва на 24 декември (6 януари стар стил).